# Pinaka

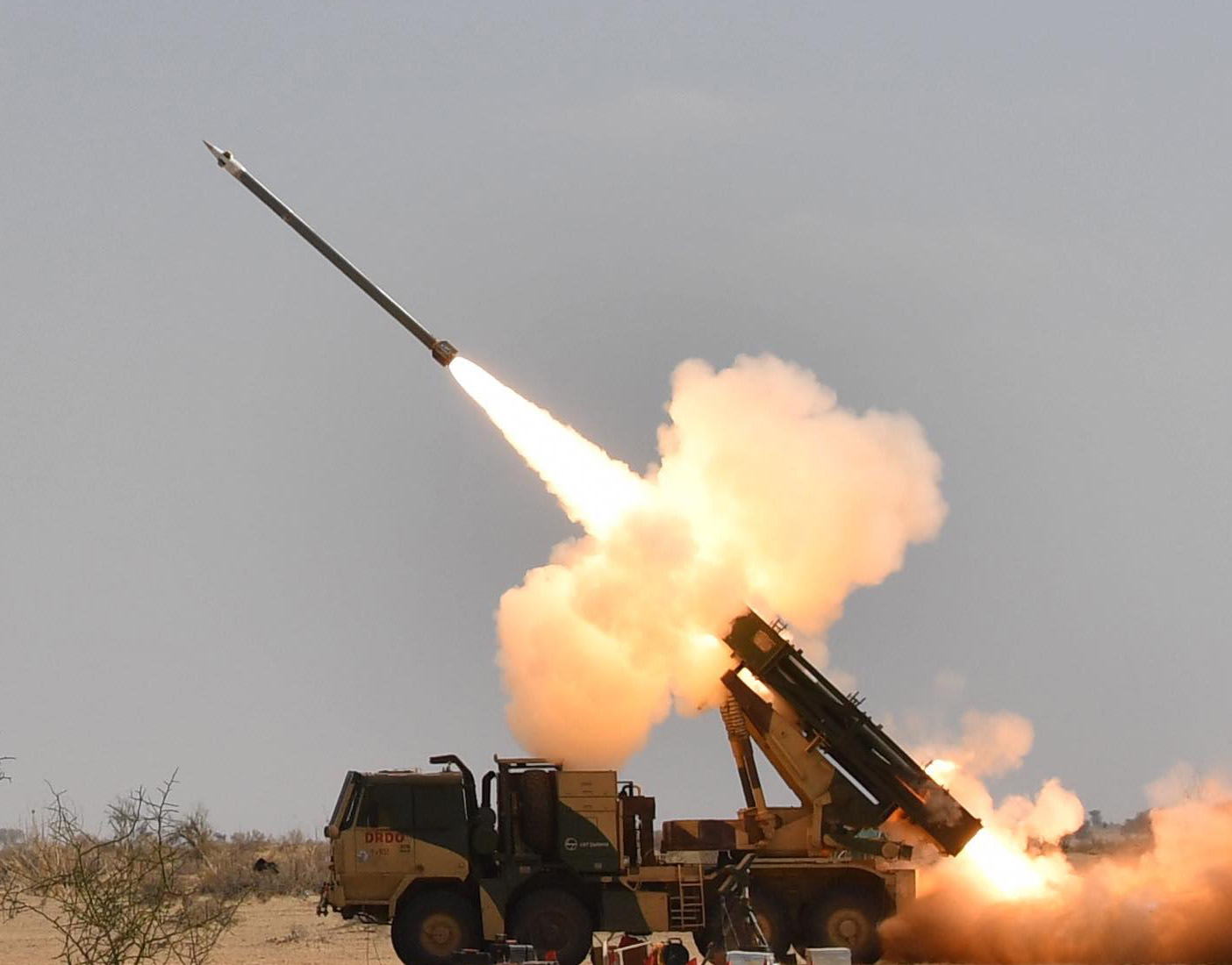
Pinaka MBRL

Pinaka ist ein indisches Mehrfachraketenwerfersystem, das in den 1980er-Jahren vom indischen Rüstungsbetrieb DRDO entwickelt wurde. Das Fahrzeug basiert auf dem Lkw-Modell Tatra 815.

## Beschreibung
Der Mehrfachwerfer Pinaka kann Raketen bis zu einer maximalen Reichweite von etwa 42 Kilometern verfeuern. Pro Fahrzeug sind zwölf Startrohre vorhanden. Das gesamte System besteht aus drei Fahrzeugen: aus dem Starterfahrzeug, aus einem Nachschubfahrzeug zum Nachladen des Werfers und aus dem Feuerleitfahrzeug. Eine Batterie besteht aus sechs Raketenstartfahrzeugen. Der Pinaka kann ein Gebiet mit einer Fläche von 1000 mal 800 Metern mit Feuer belegen und ist als Ergänzung zu den bereits in der indischen Armee existierenden Raketenwerfern bestimmt, die eine Reichweite von unter 30 Kilometern haben. Zudem ist das System mit 23 Millionen Rs im Vergleich zu ausländischen Systemen mit Abstand das günstigste. Ursprünglich war geplant, das Pinaka-System bereits 1994 in die indische Armee einzuführen, was aber aufgrund mehrerer Produktionsprobleme nicht gelang. Erst im Jahr 2000 wurde die Entwicklungsphase abgeschlossen. Zudem wurde das ursprünglich eingeplante Budget weit überschritten. Im Jahr 2006 wurden schließlich 40 Fahrzeuge bestellt.

## Technische Daten der Rakete
- Kaliber: 214 mm
- Feuerreichweite: 7–40 km
- Höchstschussweite: 42 km (bei Tests)
- Gewicht der Rakete: 276 kg
- Gewicht des Gefechtskopfes: 100 kg
- Länge der Rakete: 4,95 m
- Sprengköpfe:
  - hochexplosiv – Splitter
  - Brandsatz
  - Minenrakete (Anti-Panzer- und Anti-Personen-Minensätze)
  - Anti-Panzer-Streubomben